# 崔瑗浩
崔 瑗浩（チェ・ウォノ、朝鮮語: 최원호、1898年4月16日 - 1980年2月27日）は、日本統治時代の朝鮮および大韓民国の公務員、政治家。第2・5代韓国国会議員。
漢字表記は崔援浩とも。

## 経歴
慶尚南道金海郡（現・釜山広域市江西区菉山洞）出身。私立普成中学校、中央大学理科専門部、中央大学商科卒。日本統治時代には金海青年会会長、女子夜学会・労働夜学会設立者、衡平社員、洛東江工事促進期成会代表、金海郡洛東江河口地域海水防止会委員を歴任した。解放後は朝鮮開拓株式会社社長、韓国民主党慶南道党部副委員長、国民会金海郡支部副委員長、大韓民族青年団金海郡団部委員長、大同青年団慶南道団部後援会会長、金海農場長、金海産業組合理事、慶南帆船組合長、民主国民党慶尚南道党委員長、民主党慶尚南道党最高委員、慶尚北道商工局長を務めた。1948年の初代総選挙では大韓独立促成国民会の候補として金海甲区から出馬したが、無所属の辛相学に僅差で敗れた。1950年の第2代総選挙では民主国民党の候補として同じ選挙区から当選した。1954年の第3代総選挙と1958年の第4代総選挙で連続落選したが、1960年の4・19革命後の第5代総選挙では民主党の候補として再び当選した。
1980年2月27日、金海郡菉山面の自宅で老衰により死去。享年83。